# Eleusis (kortspel)
Eleusis, även kallat rätt eller fel, är ett kortspel som är uppfunnet av amerikanen Robert Abbott. Det är ett synnerligen originellt kortspel: spelreglerna är till att börja med okända för deltagarna, och det är deras uppgift att komma underfund med vad som gäller.
Spelet går ut på att spelarna ska bli av med sina kort genom att lägga ut dem på bordet enligt en speciell regel, som spelarna inte känner till, och som varierar från giv till giv. Denna regel utformas av den deltagare som är spelledare i den aktuella given och kan vara av typ ”om det senast spelade kortet var högre än kortet dessförinnan, lägg ett rött kort, i annat fall lägg ett svart kort”. Spelarna får av spelledaren veta om de kort de försöker lägga ut är överensstämmande med den hemliga regeln eller inte, och ska på så vis så småningom kunna lista ut hur korten får spelas.
Spelets principer har rönt viss uppmärksamhet inom den vetenskapliga världen och har kommit till användning bland annat i psykologisk forskning.